# آجي لارسن
آجي لارسن (بالدنماركية: Aage Ernst Larsen)‏ هو مجدف دنماركي، ولد في 3 أغسطس 1923 في Gladsaxe Municipality ‏ في الدنمارك، وتوفي في 31 أكتوبر 2016.

## وصلات خارجية
- آجي لارسن على موقع الاتحاد الدولي للتجديف (الإنجليزية)
- آجي لارسن على موقع اللجنة الأولمبية الدولية (الإنجليزية)
- آجي لارسن على موقع أوليمبيديا (الإنجليزية)